# Миро Главуртић
Миро Главуртић (Побрђе код Котора, 5. септембар 1932 — Утрехт, 16. јануар 2023) био је југословенски и српски сликар и писац.

## Биографија
Отац му је био Хрват, а мајка Српкиња. Према сопственом казивању био је по националности Хрват, а према делу припадник српског ликовног стваралаштва и српске историје уметности.
Завршио је Шумарски факултет у Београду, где је живео од 1953. године, али се бавио сликарством и списатељством. Био је члан и теоретичар уметничке групе "Медиала" којој су припадали Шејка, Вуковић, Оља Ивањицки, Милић Станковић (Милић од Мачве), Драгош Калајић, Милован Видак и Љуба Поповић. Био је уредник титоградског (подгоричког) листа „Овдје“ и сарадник више листова и часописа као што су: Видици, Дело, Савременик, Књижевне новине и Политика. Бави се проблемима савремене уметности како књижевношћу тако и ликовном уметношћу. Његова платна приказују надреални свет окружен неизвесношћу. Од 1992. живео је у Хрватској.
Преминуо је 16. јануара 2023. године у Утрехту.